# بيري وينسلو
بيري وينسلو (بالإنجليزية: Perry Winslow)‏ هو مستكشف أمريكي، ولد في 25 فبراير 1815، وتوفي في 17 أكتوبر 1890.